# ローラン・ギヨー
ローラン・ギヨー（Laurent Guyot、1969年12月17日 - ）は、フランス・ブール＝ラ＝レーヌ出身の元サッカー選手、現サッカー指導者。現役時代のポジションはDF。

## 選手経歴
選手としては主にFCナントでプレーし、1994-95シーズンのディビジョン・アン優勝などを経験した。その後、トゥールーズFCとEAギャンガンに短期間在籍して2002年に現役を引退した。ディビジョン・アンでは通算232試合4得点という記録を残した。

## 指導者経歴
現役引退後の2005年、FCナントの下部組織で指導者としてのキャリアをスタートさせると、2009年6月に自身初となるトップチームの監督としてUSブローニュの監督に就任したが、2シーズン目の冬である12月に成績不振が原因で解雇された。
その後、CSスダン・アルデンヌを経て2013年5月にテクニカルディレクターという形でフランスサッカー連盟入りし、2013年からはフランスの世代別代表監督を務めた。
連盟脱退後にはカナダのトロントFCでクラブの運営やジュピラー・プロ・リーグに所属していたサークル・ブルッヘの監督など海外での活動が続いた。
2021年5月19日、フランス全国選手権を戦っていたFCアヌシーの監督に就任した。就任1シーズン目でクラブをリーグ・ドゥ昇格へと導くと、2022-23シーズンのクープ・ドゥ・フランスでは2部所属ながら準決勝進出を果たした。

## タイトル

### クラブ
FCナント
- ディビジョン・アン : 1回 (1994-95)